# Scaptodrosophila triangulifer
Scaptodrosophila triangulifer är en tvåvingeart som först beskrevs av Lamb 1914.  Scaptodrosophila triangulifer ingår i släktet Scaptodrosophila och familjen daggflugor. Inga underarter finns listade i Catalogue of Life.